# Il cuore di Thomas
Il cuore di Thomas (トーマの心臓?, Tōma no shinzō) è un manga shōjo con tematiche fortemente shōnen'ai scritto da Moto Hagio e pubblicato a partire dal 1974. Si tratta di uno dei primissimi esempi, assieme a Il poema del vento e degli alberi, di storia incentrata sul rapporto sentimentale omosessuale tra i giovani protagonisti.
Un prequel del 1980 in un volume è stato intitolato The Visitor.
È stato adattato in un film live action nel 1988 intitolato 1999 nen no natsu yasumi.
Il manga è stato pubblicato in Italia da J-Pop nell'ottobre 2019 in volume unico.

## Trama
È ambientato in un collegio tedesco a metà del XX secolo, dove uno studente di appena 13 anni di nome Thomas  purtroppo, si toglie la vita.
Thomas lascia solamente una lettera indirizzata a Juli uno degli studenti migliori dell'istituto, nei confronti del quale ha sempre provato un profondo amore mai corrisposto. 
Poco dopo si trasferisce nella stessa casa-collegio un altro ragazzo, coetaneo degli altri convittori, di nome Eric: egli ha la particolarissima caratteristica di assomigliare come una goccia d'acqua al caro Thomas. Le vite di Eric e Juli si intrecceranno che dovranno fare a patti con i loro tormenti passati e le loro colpe.

## Personaggi
Eric Fruehling (エーリク・フリューリンク-?, Ēriku Furyūrinku)
Uno studente estremamente somigliante a Thomas, che si trasferisce nel suo stesso collegio. Viene spesso scambiato, a causa dei lineamenti del suo viso identici, al bambino defunto ma è un ragazzo però molto diverso da Thomas. Infatti è manesco, viziato e sgarbato e fin da subito non prova alcuna simpatia per Julusmole o gli altri studenti. Farà amicizia con Oscar che lo aiuterà ad ambientarsi e a comprendere Juli, di cui alla fine si innamorerà.
Thomas Werner (トーマ・ヴェルナー-?, Tōma Verunā)
Amato da tutto l'istituto per la sua dolcezza e bellezza, da sempre innamorato di Juli cercò di conquistarlo ma venendo rifiutato si tolse la vita  lasciando come testamento d'amore solo una lettera appassionata rivolta a Juli.
Julusmole Bayhan (ユリスモール・バイハン- Yurisumōru Baihan?), soprannominato Juli (ユーリ- Yūri?)
Studente modello e affascinante, fu per lungo tempo corteggiato da Thomas ma che respinse crudelmente, causandone il suicidio. Freddo e distaccato cerca costantemente di non mostrare mai i suoi sentimenti in quanto non vuole essere compatito. In realtà nasconde un grande dolore per la morte di Thomas e prova un forte senso di colpa, che lo hanno portato a pensare di non meritare più l'amore di nessuno. Tormentato da questo odierà Eric, e  non ricambierà i suoi sentimenti, e solo col tempo inizierà ad affezionarvisi
Oscar Reiser (オスカー・ライザー-?, Osukā Raizā)
Coetaneo di Juli,  si comporta come un vero e proprio delinquente, ma in realtà nutre un forte senso di responsabilità verso i compagni: è uno dei pochi amici di Juli, e che ne conosce le fragilità. Vuole molto bene all'amico e cercherà di stargli accanto e di fargli aprire il suo cuore di ghiaccio.

## Manga
| Nº Ja | Nº It | Titolo italiano Giapponese 「Kanji」 - Rōmaji            | Data di prima pubblicazione        | Data di prima pubblicazione            |
| Nº Ja | Nº It | Titolo italiano Giapponese 「Kanji」 - Rōmaji            | Giapponese                         | Italiano                               |
| 1     | 1     | Il cuore di Thomas 「トーマの心臓 1」 - Tōma no shinzō 1 | 20 gennaio 1975 ISBN 4-09-130041-3 | 16 ottobre 2019 ISBN 978-88-3275-953-2 |
| 2     | 1     | 「トーマの心臓 2」 - Tōma no shinzō 2                    | 31 marzo 1975 ISBN 4-09-130042-1   | —                                      |
| 3     | 1     | 「トーマの心臓 3」 - Tōma no shinzō 3                    | 22 maggio 1975 ISBN 4-09-130043-X  | —                                      |

## Film
Uscito nel 1988 col titolo di 1999 nen no natsu yasumi e noto in Occidente come Summer Vacation 1999, la pellicola si basa parzialmente sul manga originale, presentando identico incipit e finale completamente diverso.
La caratteristica principale del film è che tutte le parti principali sono state interpretate da ragazze, le quali assumono così ruoli maschili e utilizzano conseguentemente il linguaggio maschile (in giapponese esistono diversi livelli di linguaggio in base a censo, sesso e condizione del parlante). Qui Thomas diventa "Yū" ed Eric "Kaoru".

## Riferimenti culturali
Nel primo volume del manga, quando Thomas si dichiara pubblicamente a Julusmole, quest'ultimo sta scrivendo alla lavagna:
(Johann Wolfgang von Goethe, Rosellina della landa)
frammento di una poesia popolare riguardo ad un ragazzo che, pur sapendo di pungersi, decide di strappare una rosa.